# Group Club Handball
Die Group Club Handball (kurz GCH) (engl.; dt. etwa: „Vereinigung der Handballclubs“) war ein Zusammenschluss verschiedener europäischer Handball-Spitzenvereine. Sie wurde am 25. November 2006 in Düsseldorf mit dem Ziel, die Interessen der Mitglieder gegenüber der EHF und der IHF zu vertreten, gegründet und umfasste zunächst 14 Mitglieder. Die Vereinigung wurde nach dem Vorbild der G-14 im Fußball gegründet und sollte den Informationsfluss zwischen Vereinen und Verbänden erleichtern.

## Ziele und Entwicklung
Die (zunächst) 14 Clubs aus acht Nationen wollten gegenüber der Europäischen Handballföderation (EHF) und dem Weltverband International Handball Federation (IHF) Einfluss auf wichtige Entscheidungen nehmen. Sie boten den Dachverbänden ihre Hilfe an und wollten den Informationsfluss zu den Verbänden sowie untereinander verbessern. Mit der GCH hatte die EHF nun einen konkreten Ansprechpartner, wenn es um Belange der Klubs ging. Als Themenschwerpunkte im Gründungsjahr wurden die eigene Struktur, das Thema Champions League (insbesondere die Punkte Terminkalender, TV-Verträge und Werberichtlinien) sowie das Thema Nationalmannschaften ausgegeben. Die GCH wollte besonders bei der Vermarktung und Organisation der von der EHF ausgerichteten Champions League mehr Mitsprache erreichen. Außerdem beschäftigten sich die Mitglieder mit den Themen Abstellgebühren der Nationalspieler, Versicherungen und dem Länderspiel-Terminkalender. Es wurde eine enge Kooperation mit der EHF und der IHF angestrebt.
Im Dezember 2007 unterzeichneten 24 Europäische Topclubs einen Vertrag, in dem sie ihre Marketing- und Medien-Rechte für die Saison 2008/2009 an die GCH abtraten und somit in Konfrontation zur EHF auftraten.
Daraufhin beschloss der Kongress der EHF im Januar 2008 die Einführungen von zwei Klubkomitees mit beratender Funktion, eines innerhalb der EHF und eines innerhalb der EHF Marketing GmbH.
Bei der Europameisterschaft 2008 in Norwegen richtete die EHF erstmals einen Fonds ein, aus dem Klubs für während der EM verletzte Spieler entschädigt wurden.
Seit 2008 war der Präsident der GCH vom EHF-Kongress gewählter Klubvertreter in der EHF Wettbewerbskommission.
Im April 2009 legte die GCH eine Beschwerde bei der Wettbewerbskommission der Europäischen Gemeinschaft gegen das Monopol der internationalen Verbände IHF/EHF ein.
Für die Europameisterschaft 2010 in Österreich kündigte die EHF erstmals eine Entschädigungszahlung für die Abstellung von Nationalspielern an die Klubs an.
Im Januar 2010 kündigte die IHF auf ihrer Homepage für die Zukunft eine ähnliche Entschädigung für die Klubs für die Abstellung von Nationalspielern zu Weltmeisterschaften und eine Versicherung der Spielergehälter zugunsten der Klubs an. Außerdem sollen Klubs künftig in die Kalenderplanung eingebunden werden.
Seit dem 30. Mai 2010 ist mit dem Forum Club Handball (FCH) eine größere Gruppe von europäischen Vereinen unter der Leitung von Group Club Handball EEIG (GCH) hinzugekommen.
Das FCH wurde gegründet, um eine größere Anzahl von Vereinen als Vertretung gegenüber EHF und IHF zu haben. Als Grundlage der künftigen Zusammenarbeit zwischen FCH und EHF wurde ein Memorandum of Understanding (MoU) geschlossen. Teil des MoU ist das Professional Handball Board (PHB), welches zukünftig die Interessen der Verbände, der Vereine, der Ligen und der Spieler vertritt und in die Strukturen der EHF eingebunden ist.
Das FCH ist von der EHF als Clubvertretung anerkannt. Die Organisation des FCH erfolgt durch die GCH.
Die Klage der GCH gegen die EHF/IHF vor der Europäischen Kommission wurde nach der Gründung des FCH und der daraus resultierenden Einbindung der Vereine in die Organe der EHF zurückgezogen.
Die GCH stand seit Gründung in ständigem Kontakt mit der EHF und diskutierte Fragestellungen des professionellen Handballs. Ein Kontakt zur IHF bestand nicht. Am 3. Oktober 2011 wurde die Group Club Handball (GCH) in Düsseldorf aufgelöst und am 4. Oktober 2011 durch das Forum Club Handball (FCH) ersetzt.

## Mitglieder
| Verein                  | Beitritt | Stimmen | Vertreter, Funktion im Verein                  |
| ----------------------- | -------- | ------- | ---------------------------------------------- |
| BM Atlético Madrid      | 2006     | 4       | Joan Marín, Board Member                       |
| FC Barcelona            | 2006     | 4       | Xavier O’Callaghan, Manager                    |
| AMAYA Sport San Antonio | 2006     | 3       | Miguel Galarraga, Präsident                    |
| THW Kiel                | 2006     | 4       | Klaus Elwardt, Geschäftsführer                 |
| SG Flensburg-Handewitt  | 2006     | 3       | Dierk Schmäschke, Geschäftsführer              |
| TBV Lemgo               | 2006     | 3       | Christian Sprdlik, Geschäftsführer             |
| Ademar León             | 2006     | 3       | Emilio Álvarez-Prida Carrillo, Geschäftsführer |
| RK Celje                | 2006     | 4       | Tomaž Jeršič, Manager                          |
| Medwedi Tschechow       | 2006     | 3       | Alexander Arawin, Präsident                    |
| Montpellier HB          | 2006     | 4       | Robert Molines, Präsident                      |
| KIF Kolding             | 2006     | 1       | Jens Boesen, Manager                           |
| MKB Veszprém KC         | 2006     | 1       | Csaba Hajnal, Geschäftsführer                  |
| RK Zagreb               | 2006     | 1       | Bartol Khaleb, Manager                         |
| BM Valladolid           | 2007     | 1       | Dionisio Miguel, Präsident                     |
| HSV Hamburg             | 2008     | 2       | Christoph Wendt, Geschäftsführer               |
| Rhein-Neckar Löwen      | 2009     | 1       | Thorsten Storm, Manager                        |
| KS Vive Targi Kielce    | 2009     | 1       | Bertus Servaas, President                      |
| Kadetten Schaffhausen   | 2009     | 1       | Peter Leutwyler, Manager                       |

Gründungsmitglieder der Allianz waren die elf Europapokalsieger seit 2001. Neben dem BM Ciudad Real waren noch vier weitere spanische Vereine vertreten. Aus Deutschland nahmen ebenfalls fünf Vertreter an der G14 teil, hinzu kamen RK Celje (Slowenien), Medwedi Tschechow (Russland) sowie Montpellier HB (Frankreich). Außerdem waren KIF Kolding (Dänemark), aufgrund des am weitesten entwickelten Fernsehmarktes, KC Veszprém (Ungarn), als ständiger Finalteilnehmer verschiedener europäischer Wettbewerbe in den letzten Jahren, der RK Zagreb (Kroatien), als Vertreter einer der größten Handballnationen, sowie seit 2007 auch BM Valladolid (Spanien), als EHF-Champions-League-Halbfinalist von 2006/07, an dem Zusammenschluss beteiligt.
Die offene Struktur ermöglichte eine jederzeitige Erweiterung der Mitglieder. Ein Aufnahmegrund war u. a. die Halbfinalteilnahme in der Champions League (siehe Valladolid). Allerdings konnten auch andere Klubs die Aufnahme beantragen, über die die Vollversammlung entschied.
Im Jahr 2009 wurde die Gruppierung nach Valladolid und Hamburg um weitere drei Vereine (KS Vive Targi Kielce/POL, Kadetten Handball/SUI und Rhein-Neckar-Löwen/GER) erweitert, so dass die GCH insgesamt 18 Vereine aus zehn Ländern umfasste.

## Struktur und Stimmrechte

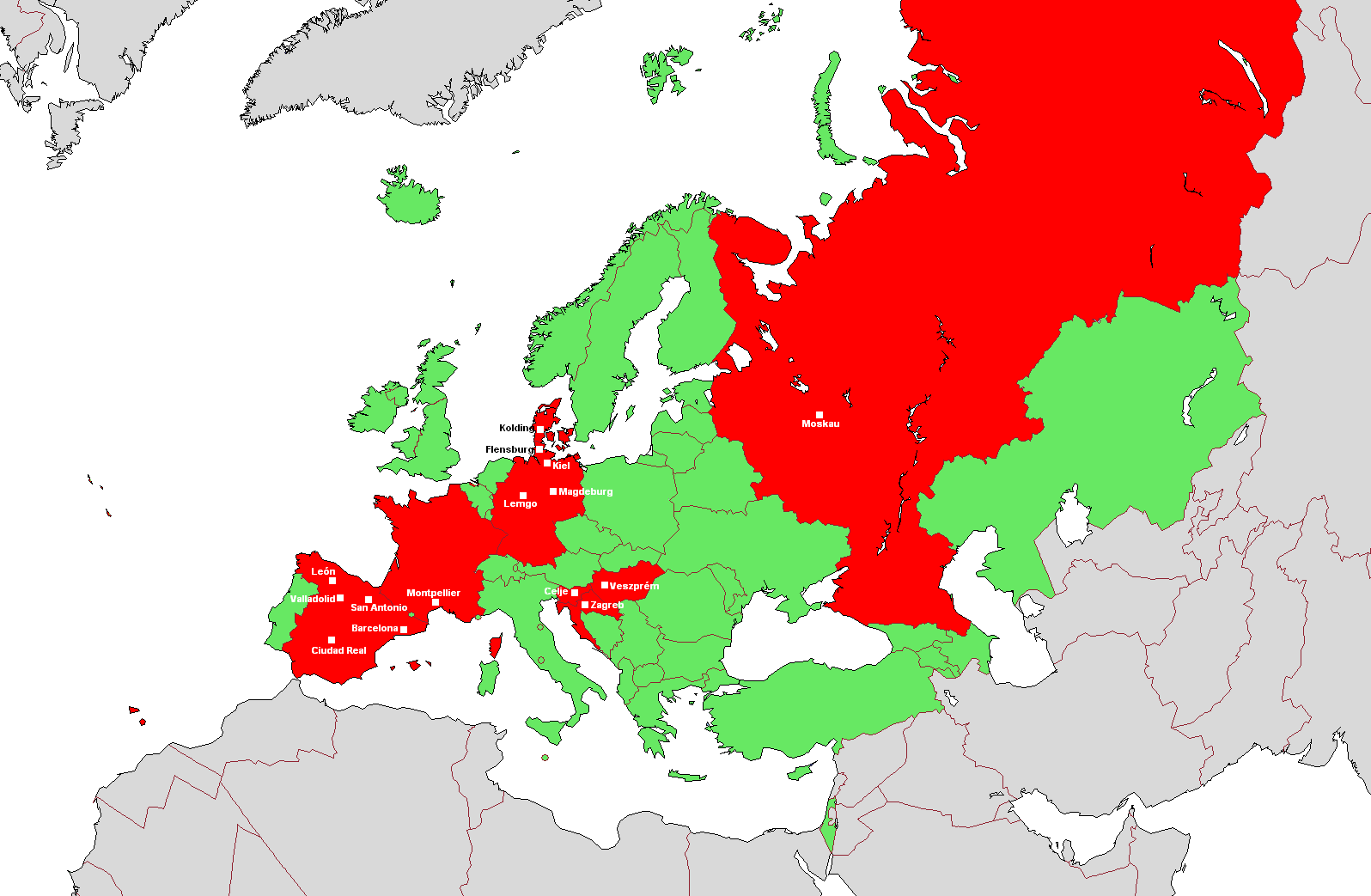
Länder mit G-14-Mitgliedern (rot) und EHF-Mitglieder (grün)

Hauptberuflicher Geschäftsführer der GCH war Gerd Butzeck, den Vorstand bildeten Präsident Joan Marín (BM Ciudad Real) sowie die Vizepräsidenten Volker Zerbe vom TBV Lemgo und Tomaž Jeršič (Slowenien). Die erste Wahlperiode war dabei unterschiedlich lang, sie belief sich auf zwei, drei oder vier Jahre mit der Möglichkeit, zweimal für drei Jahre wiedergewählt zu werden. Damit wurde garantiert, dass nicht in einem Jahr der gesamte Vorstand wechselte. Geschäftsführer Butzeck war auf vier Jahre bestellt worden.
Jedes Mitglied hatte zunächst auf unbefristete Zeit eine Stimme in der Vollversammlung. Die elf Gründungsmitglieder hatten zudem eine zusätzliche Stimme. Eine weitere Stimme hatte, wer innerhalb der letzten sieben Jahre einen Europapokal-Titel gewonnen hat, Champions-League-Sieger erhielten zudem eine weitere Stimme. Diese zusätzlichen Stimmen waren jedoch nur bis zu sieben Jahre nach dem Titelgewinn gültig und erlöschten, wenn in der Zwischenzeit kein neuer Titel errungen wurde. Maximal konnte ein Klub also vier Stimmen haben.
Die abstimmungsberechtigte Vollversammlung kam zweimal im Jahr zusammen, der Vorstand und der Geschäftsführer (Board) trafen sich mindestens viermal im Jahr. In der Geschäftsordnung wurde festgelegt, dass Themen nur an die Dachverbände EHF oder IHF weitergeleitet wurden, wenn eine Dreiviertel-Mehrheit in der Vollversammlung dafür zustande kam.

## Finanzierung
Die Finanzierung der GCH wurde von den Mitgliedern getragen, also von den Vereinen. 50 Prozent der Beiträge waren für alle gleich, die restlichen 50 Prozent wurden proportional nach Stimmanteilen der Klubs aufgeteilt.